# Dfv Mediengruppe
Die dfv Mediengruppe (rechtliche Firmierung: Deutscher Fachverlag GmbH) ist spezialisiert auf die Business-to-Business-Kommunikation. Sie publiziert mit ihren Tochtergesellschaften gedruckte Fachzeitschriften ebenso wie digitale Angebote. Darüber hinaus veranstaltet sie digitale sowie Live-Events und bietet diverse Dienstleistungen rund um die B2B-Kommunikation an.

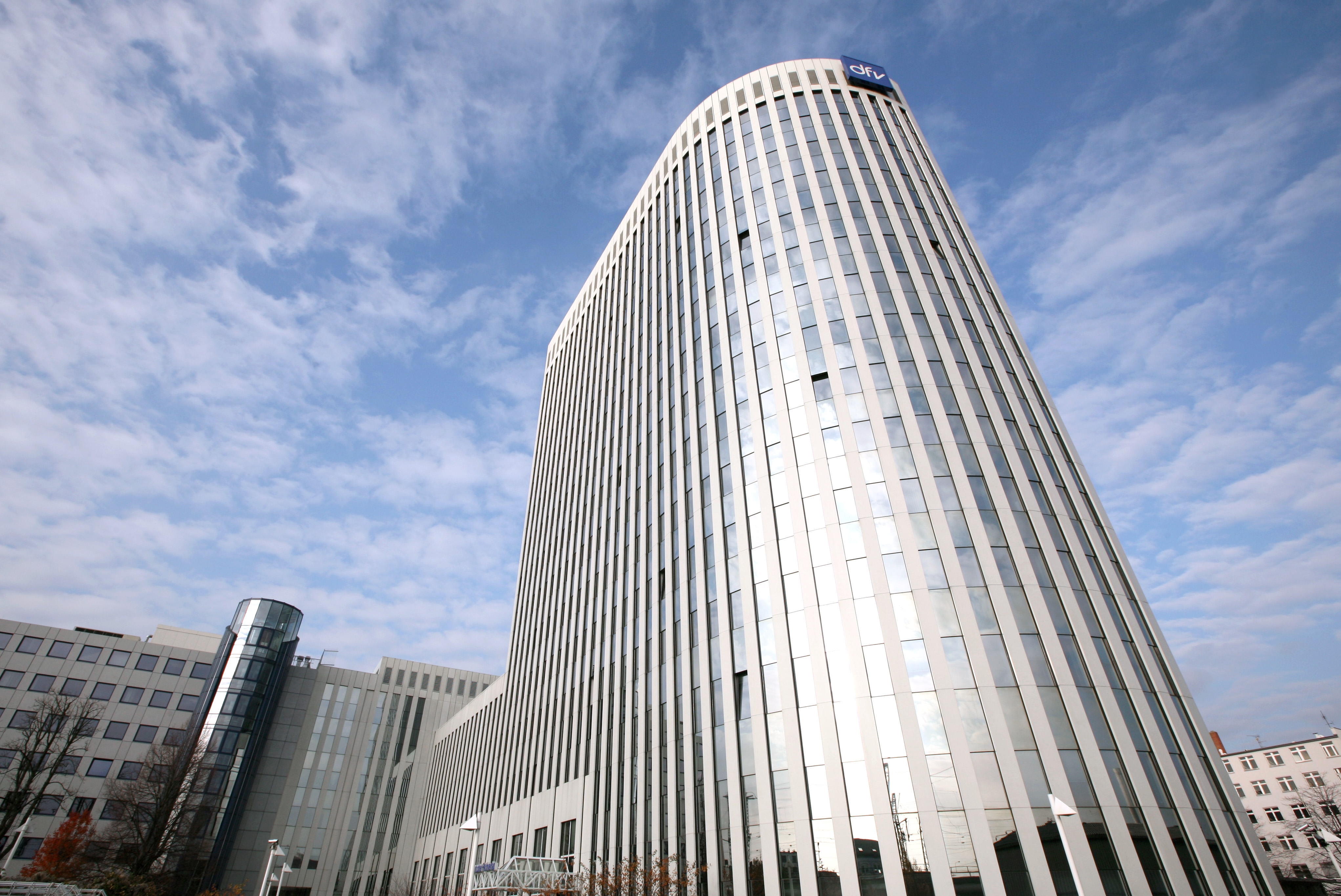
55 Meter hohes Verlagsgebäude an der Mainzer Landstraße in Frankfurt am Main

## Geschichte
Wilhelm Lorch gründete den Verlag im September 1946 in Stuttgart, damals noch mit der Firmierung Neuer Fachverlag. Der Verlag zog 1948 an seinen heutigen Sitz in Frankfurt am Main, im selben Jahr folgte die Umbenennung in Deutscher Fachverlag GmbH. Die erste, ebenfalls in diesem Jahr herausgegebene, Fachzeitschrift war die TextilWirtschaft. Über Tochter- und Beteiligungsunternehmen ist sie an zwölf weiteren Standorten im In- und Ausland vertreten. Seit Januar 2014 heißt die Verlagsgruppe Deutscher Fachverlag neu dfv Mediengruppe, die rechtliche Firmierung bleibt Deutscher Fachverlag GmbH.

## Geschäftsfelder
Die dfv Mediengruppe ist auf folgenden Geschäftsfeldern tätig: Fachzeitschriften, Fachbücher, digitale Medienangebote, Veranstaltungen, Corporate Publishing, Marktforschung und Telemarketing sowie Medien-Statistik. Zu den Fachzeitschriften gehören unter anderem agrarzeitung, Allgemeine Fleischer-Zeitung, Allgemeine Hotel- und Gastronomie-Zeitung, Betriebs-Berater, Bühnentechnische Rundschau (Theaterverlag Friedrich Berlin), Fleischwirtschaft, fvw, Der Handel, Horizont, Immobilien Zeitung, Kommunikation & Recht, energate, Lebensmittel Zeitung, Opernwelt, TextilWirtschaft, Theater heute und wwt.

## Stiftungen
Die dfv Mediengruppe hat drei Branchenstiftungen initiiert: Dies waren 1988 die Wilhelm-Lorch-Stiftung, die Stiftung Goldener Zuckerhut 1990 und die Horizont-Stiftung im Jahre 2006. Sie dienen der Nachwuchsförderung und der Auszeichnung besonderer persönlicher Leistungen junger Talente in der Textil- bzw. Lebensmittelwirtschaft sowie in der Kommunikations- und Agenturbranche.